# Armellinato
Armellinato è un termine utilizzato in araldica per indicare un campo in cui il disegno dell'armellino ma in cui gli smalti sono diversi dall'argento e dal nero.
Alcuni araldisti utilizzano i seguenti termini:
- armellinato, per una pelliccia "d'oro moscato di nero"
- Péan, per il suo opposto "di nero moscato d'oro"
- armellinato di …(1)… e di …(2)…, per qualunque pelliccia avente il disegno dell'armellino ma colori diversi dal bianco e nero, dove (1) è il colore del campo e (2) quello delle moscature.

Altri araldisti usano l'espressione armellinato di … o contrarmellinato di … quando uno smalto sia quello consueto dell'armellino o del contrarmellino e l'altro no, tenendo presente che per la regola di contrasto dei colori non vi possono essere dubbi su quale smalto sia consueto e quale no.
In particolare usano le seguenti espressioni:
- armellinato d'oro, per una pelliccia "d'oro moscato di nero"
- contrarmellinato d'oro per una pelliccia "di nero moscato d'oro"

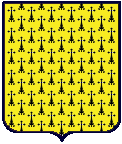
Armellinato o armellinato d'oro
Péan o contrarmellinato d'oro
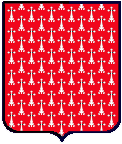
Armellinato di rosso e d'argento
Banda armellinata di verde e d'oro nello stemma del comune di Sonchamp, Francia
Armellinato di rosso e d'oro, mantellato d'azzurro, caricato di sei burelle ondate d'argento (Lanester, Francia)